# Dekalog
Dekalog er fællestitlen for ti timelange tv-film fra 1989 af den polske filminstruktør Krzysztof Kieślowski. Serien er baseret på de 10 bud fra Bibelen.